# Испанская инквизиция

Печать «Священного трибунала» в Испании

Трибунал священной канцелярии инквизиции (исп. Tribunal del Santo Oficio de la Inquisición, широко известный как Испанская инквизиция, Inquisición española) — особый следственный и судебный орган, созданный в 1478 году Фердинандом II Арагонским и Изабеллой I Кастильской. Призван поддерживать чистоту католической веры в их подданных, а также заменить собой средневековую инквизицию, которая находилась под папским надзором. Первоначально инквизиция работала в значительной степени для того, чтобы обеспечить каноничность веры новообращённых, особенно евреев, мусульман, принуждённых принять католичество. Новый орган находился под прямым контролем испанской монархии. Он был окончательно упразднён лишь в 1834 году, во время правления Изабеллы II.

## История

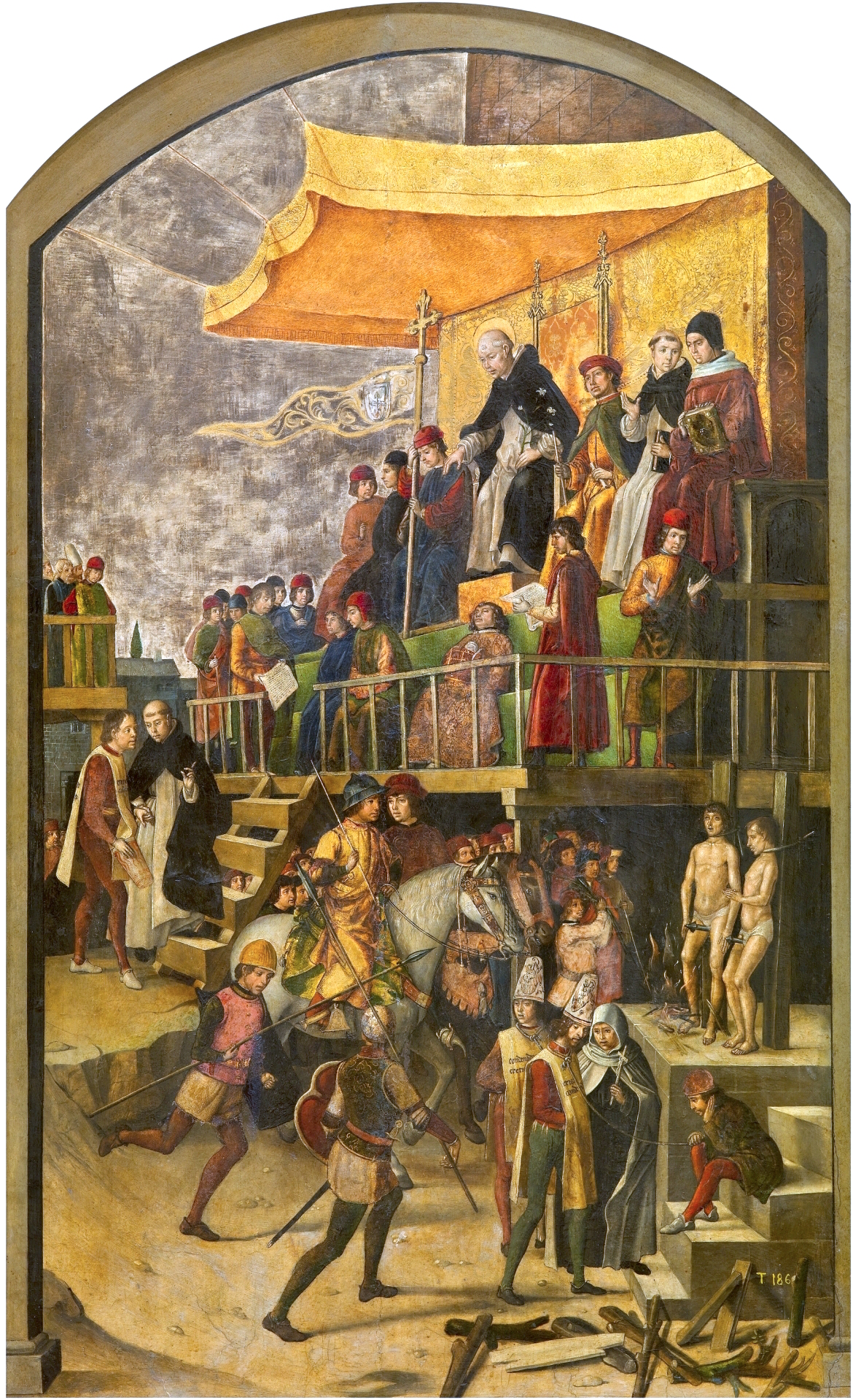
Святой Доминик на аутодафе (картина Педро Берругете, 1490-е годы)

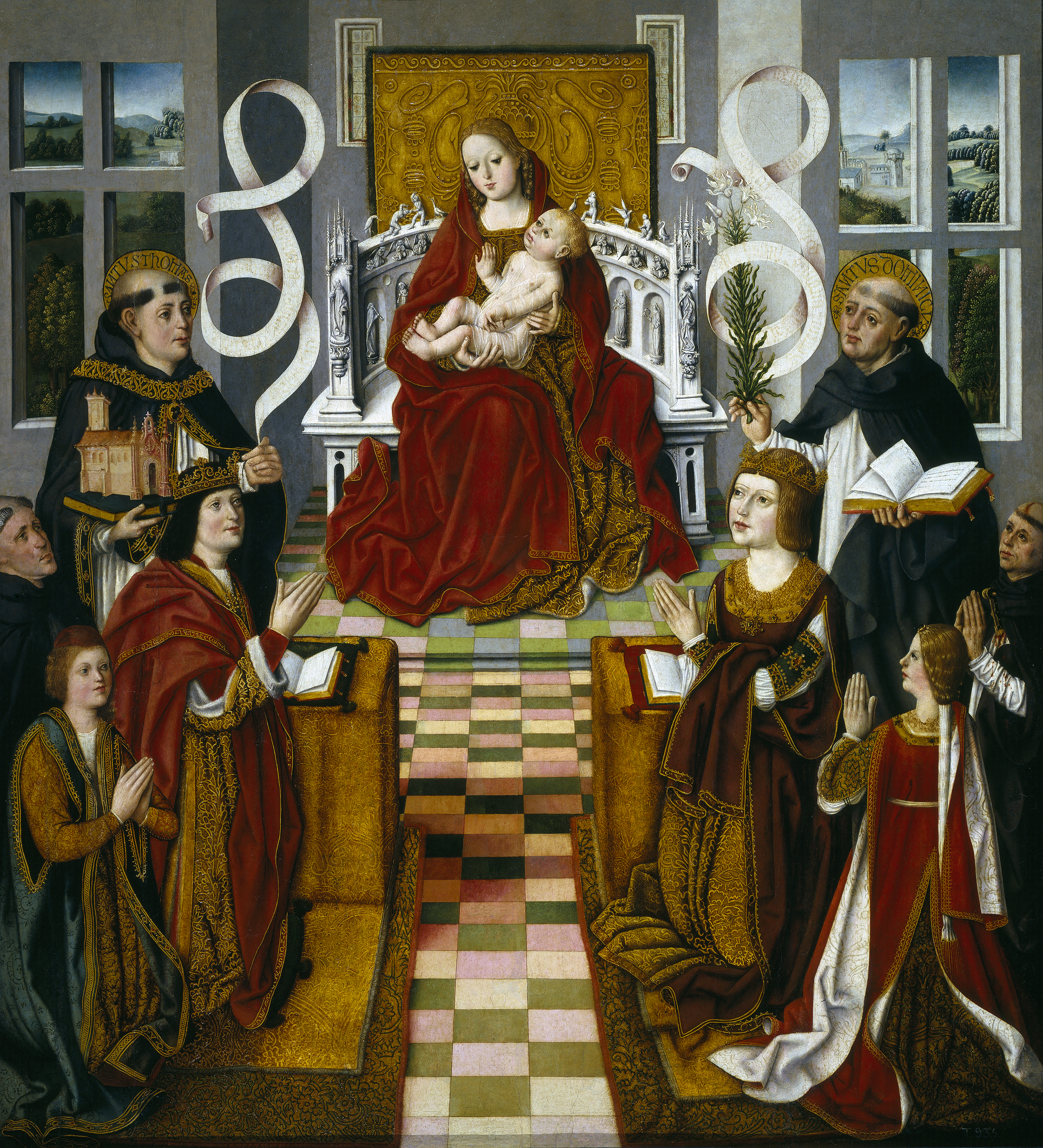
«Божия Матерь католических королей» (картина работы Педро Берругете, ок. 1493 г.; перед Пресвятой Девой склонились Фердинанд и Изабелла, за спиной короля Фердинанда монах с лицом Торквемады)

Инквизиция в Испанских землях, возникшая в XIII веке, как отголосок борьбы с ересями в южной Франции, возродилась с новой силой в конце XV века, получила новую организацию и приобрела огромное политическое значение.
Испания представляла наиболее благоприятные условия для развития инквизиции. Не христиан, именно евреев и мавров, было много в местностях, отвоёванных от мавров королями христианских королевств Пиренейского полуострова. Евреи и усвоившие их образованность мавры являлись наиболее просвещёнными, производительными и зажиточными элементами населения.
В испанских королевствах, как и в других европейских странах, с XII века утвердилась юридическая доктрина, согласно которой евреи были связаны с монархом особыми узами, подразумевающими, с одной стороны, его личную защиту, с другой — их преданность и финансовые выплаты. Треть компенсации за преступление против еврея неизменно отходила королю, и еврейские общины платили налоги только в королевскую казну, а не в городскую. Однако взгляды Католической церкви на положение евреев короли не могли игнорировать так же, как интересы местных и городских властей, так что церковные постановления о сегрегации евреев (изоляция в особых кварталах, ограничение на занятие ряда должностей, даже запрет им мыться в бане с христианами и держать рабов-христиан, предписание носить отличительный еврейский знак на одежде и т. п.) вошли в королевское законодательство.
Уже в конце XIV века масса евреев и мавров были вынуждены принять христианство под действием массовых погромов, так как в народе распространялись слухи о еврейском (совместно с маврами или же с французскими прокажёнными) заговоре с целью отравления колодцев, о распространении евреями чумы. При этом не исключено, что многие продолжали тайно исповедовать религию отцов. В XIV—XV веках раввины называли выкрестов-конверсо «принуждёнными» и продолжали считать их частью народа Израилева.
Сферы деятельности выкресты-конверсо во многом унаследовали у евреев (торговля, администрация и финансы: откуп и сбор налогов, управление сеньориальными и коронными землями и т. п.), но также проникли в институты, куда евреям вход был воспрещён или ограничен: в церковную иерархию, суды, университеты, придворную среду. Рост богатства и власти выкрестов в Испании вызывал негативную реакцию, в частности аристократии и городского среднего класса. В изобилии появились антисемитские теории заговора. Говорили, будто конверсо — часть тщательно разработанной схемы, с помощью которой евреи пытаются разрушить испанское дворянство и Католическую церковь изнутри.

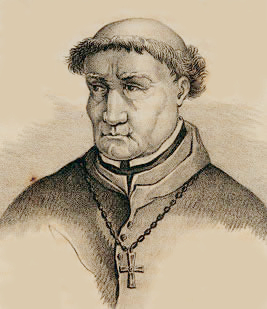
Томас Торквемада

Систематическое преследование этих подозрительных христиан инквизицией начинается со времени соединения Кастилии и Арагона в одну монархию при Изабелле Кастильской и Фердинанде Католике, реорганизовавших инквизиционную систему.
В 1478 году была получена булла от Сикста IV, разрешавшая католическим королям установление своей инквизиции, в 1480 году были назначены первые инквизиторы, а в 1481 году в Севилье произошло первое аутодафе.
Руководящим органом, учреждённым в 1488 году, стал Совет Верховной и генеральной инквизиции (Consejo de la Suprema y General Inquisición), или Супрема, состоящий из шести-десяти членов, назначаемых короной. Супрему возглавлял Генеральный инквизитор (в период с 1507 по 1518 годы было два генеральных инквизитора Кастилии и Арагона), назначаемый королём и утверждаемый папой римским. Первыми главами испанской инквизиции были: доминиканец, духовник королевы Изабеллы, Томас де Торквемада (1483—1498), и доминиканец, архиепископ Севильский, наставник принца Хуана, Диего де Деса (1498—1506); оба отличались рвением в преследовании «новых христиан» и оба, согласно слухам, сами были еврейского происхождения.
Функции Супремы заключались в том, чтобы контролировать работу инквизиционных трибуналов, ограждать их от вмешательства местных властей, издавать общие правила и распоряжаться финансами, которые составляло конфискованное имущество осуждённых еретиков, штрафы и выплаты за смягчение наказания; эти средства распределялись между инквизицией и королевской казной. Первые трибуналы в начале 1480-х годов открылись в Андалусии (в Севилье и Кордове), где концентрация конверсо и евреев была особенно высокой; за ними в конце XV—XVI веков последовали ещё девять трибуналов в Кастильском королевстве (в Толедо, Льерене, Мурсии, Вальядолиде, Куэнке, Лас Пальмас де Гран Канария, Логроньо, Гранаде, Сантьяго де Компостела), четыре в королевстве Арагон (в Сарагосе, Валенсии, Барселоне и на Мальорке), а также на Сицилии и Сардинии. Во второй половине XVI — начале XVII веков открылись трибуналы и в Новом Свете: в Лиме и Мехико (1569) и в Картахене (1609).
Имущество, конфискованное у еретиков, составляло фонд, из которого черпались средства для содержания инквизиционных трибуналов и который, вместе с тем, служил источником обогащения папской и королевской казны. В 1484 году Торквемада назначил в Севилье общий съезд всех членов испанских инквизиционных трибуналов, и здесь был выработан кодекс, регулировавший инквизиционный процесс.
С тех пор дело очищения Испании от еретиков и нехристиан стало быстро подвигаться вперёд, особенно в 1492 году, когда на фоне энтузиазма после взятия Гранады католические короли приняли решение об изгнании из Испании иудеев, которых в те годы в Кастилии оставалось уже всего около 8 тыс.. Этот указ не оставлял евреям, не уезжающим из Испании, иного выхода, кроме принятия католичества. Мотивом своего решения Фердинанд и Изабелла объявили дурное религиозное влияние евреев-иудеев на выкрестов. В советской историографии главным мотивом преследований объявлялся не столько религиозный фанатизм, сколько желание королевской власти воспользоваться инквизицией для упрочения государственного единства Испании и увеличения государственных доходов путём конфискации имущества осуждённых. Другими историками указывалось на общий рост социальной напряжённости, конкуренции среди буржуазии и национальных конфликтов в городах Испании из-за стабильного роста населения в течение всего XV века.
В эпоху Торквемады, прибывая в ту или иную местность, инквизиторы провозглашали «эдикт милосердия». Это был 30-дневный период, в течение которого тайные иудеи могли добровольно исповедаться в своём грехе и совершить покаяние. В то жё время и другие лица, обладавшие информацией о христианах, втайне практикующих иудаизм, могли уведомить о них трибунал.
Подсудимого могли даже полностью оправдать, хотя это было, скорее, редкостью, или приговорить к незначительному наказанию, если он публично каялся. Гораздо чаще, чем к смерти, осуждённых приговаривали к различным штрафам, конфискации имущества (но при этом необходимо было установить момент совершения преступления и конфисковать нажитое за период с наступления этого момента), тюремному заключению, либо накладывали пост и епитимью и обязывали определённый срок носить специальную одежду кающегося (санбенито). Правда, если осуждённый после покаяния снова попадал в руки инквизиции по подозрению в ереси, спасти его могло уже мало что, поскольку он считался рецидивистом. Если подсудимый отказывался давать показания или не сообщал ничего свыше того, что было известно из показаний свидетелей, инквизиторы прибегали к пыткам (которые не были изобретением инквизиторов и ещё активнее применялись светскими судами).
В ходе аутодафе публично зачитывались приговоры, произносились покаяния осуждённых и приводились в исполнение все наказания, начиная от наложения епитимьи или штрафа и заканчивая сожжением на костре.
В Кастилии инквизиция пользовалась популярностью среди толпы, с удовольствием сбегавшейся на аутодафе, а Торквемада до самой смерти встречал всеобщий почёт. Но в Арагоне инквизиция вызвала попытки противодействия выкрестов; святой Педро Арбуэс, председатель инквизиционного суда в Сарагосе, был зарезан в церкви в 1485 году и это убийство было использовано как повод для увеличения масштабов деятельности инквизиции.
Преемники Торквемады, Диего де Деса и особенно кардинал Химе́нес де Сисне́рос, архиепископ толедский и духовник Изабеллы, закончили дело религиозного объединения Испании. К 1500 году массовая истерия по поводу евреев-выкрестов пошла на убыль. Хименес де Сиснерос реформировал инквизицию, придав каждому трибуналу чиновников-мирян.
Первый историк инквизиции Хуан Антонио Льоренте в начале XIX века предполагал, что за период от 1481 до 1498 годов около 8800 человек было сожжёно на костре; 90000 человек подверглось конфискации имущества и церковным наказаниям; кроме того были сожжены изображения в виде чучел или портретов; также 6500 человек было сожжено после казни удушением. Более поздние историки сочли эти цифры преувеличенными.
Современные исследователи называют куда меньшие цифры, проф. Г. Кеймен насчитал общее число казнённых за правление Торквемады (самый кровавый период в истории организации) в полторы тысяч человек приблизительно, проф. Т. Мэдден пишет о двух тысячах казнённых за 15 лет работы Торквемады и таком же количестве за все остальные годы. Сложности с подсчётами объясняются тем, что далеко не все архивы трибуналов сохранились; основной источник — архив Супремы, где находятся годовые отчёты местных трибуналов за XVI—XVII века, однако и там есть пробелы по ряду трибуналов, а главное — данные за этот период нельзя экстраполировать на предыдущий и последующий, ибо менялись как степень активности инквизиции в целом, так и процент смертных приговоров.

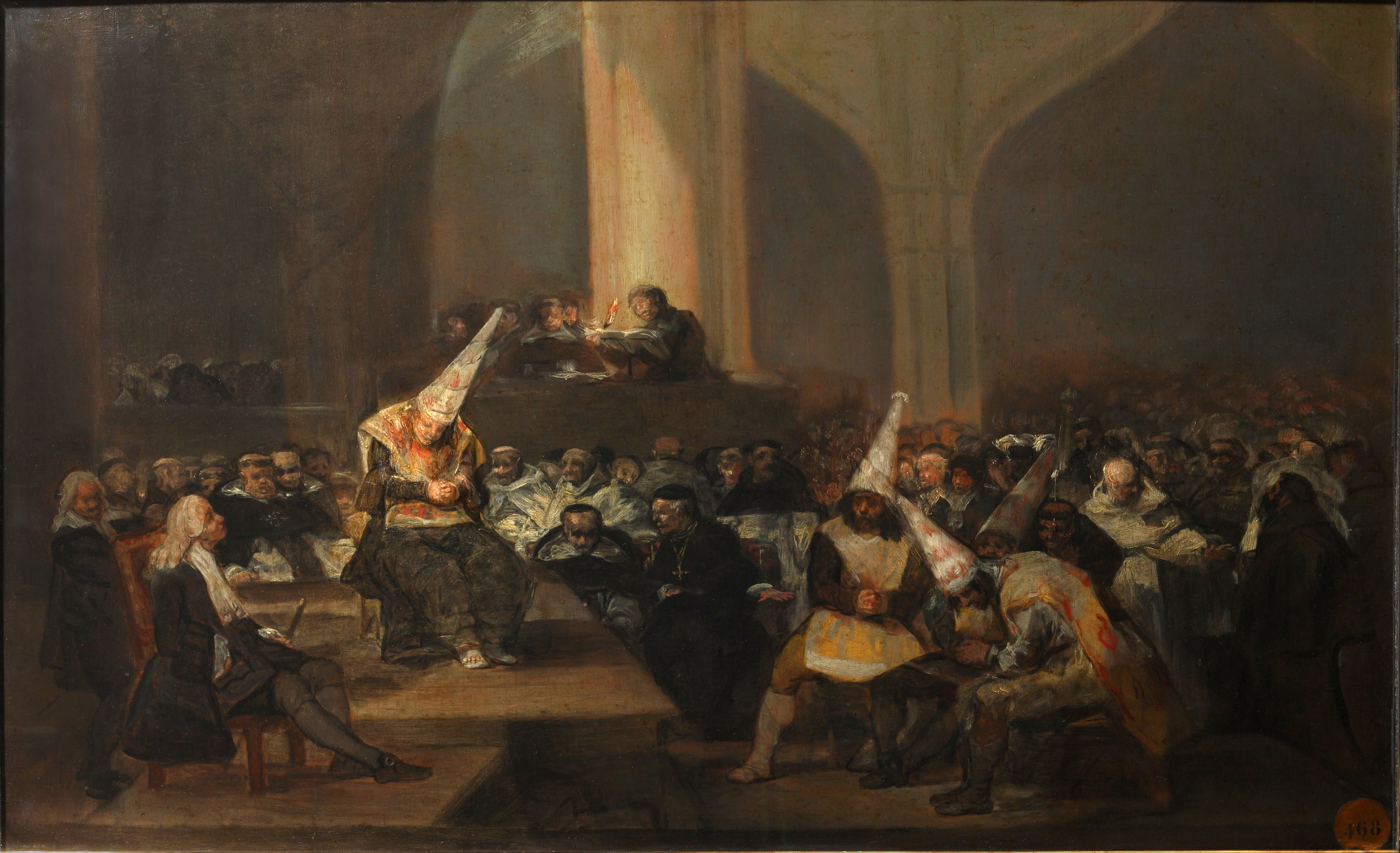
«Аутодафе», Ф. Гойя (1812—1819)

Несколько лет спустя после отвоевания Гранады, мавры подверглись гонениям за веру, несмотря на обеспечение за ними религиозной свободы условиями капитуляционного договора 1491 года. В 1502 году маврам Кастилии и в 1526 году Арагона было предписано либо креститься, либо оставить страну. Инквизиция особенно активно занималась морисками (обращёнными маврами) с 1568 года, когда те подняли восстание в Андалусии, подавленное лишь через два года, и до изгнания морисков из Испании в 1609 году.
Кроме «новых христиан» еврейского и мусульманского происхождения испанская инквизиция в XVI—XVII веках преследовала протестантов, немногочисленных в Испании и концентрировавшихся в основном в Севилье и Вальядолиде; мистическое движение «просвещённых» (alumbrados); подозреваемых в приверженности к магическим практикам и сатанизме (ведовстве и колдовстве). В XVIII веке число жертв инквизиции пополнили также просветители-атеисты и масоны. Кроме того, инквизиция занималась другими нарушениями канонического права, лишь косвенно увязываемыми с ересью: двоежёнством, содомией, сексуальными домогательствами (в том числе духовенства к прихожанкам), а также богохульством в широком смысле, от собственно бранных высказываний в адрес Бога и святых до отрицания каких-либо догматов или канонических законов и критики духовенства, прежде всего — самих инквизиторов.

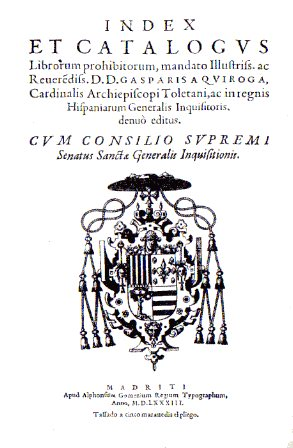
Список запрещённых еретических книг (Мадрид, 1583 год)

Инквизиторы стали выполнять роль цензоров, имевших полномочия запретить печатание книг, в которых они находили ересь (зачастую именно протестантскую пропаганду). Испанская инквизиция стала для протестантских пропагандистов предметом бешеной ненависти. Так, ревностный протестант, англичанин Джон Фокс посвятил ужасам инквизиции, не всегда достоверным, знаменитую «Книгу мучеников». Позднее преувеличенные рассказы об ужасах инквизиции распространяли и советские историки. такие как Григулевич, в своих работах.
Кроме протестантов, легенду творили евреи и конверсо, эмигрировавшие с Пиренейского полуострова и создавшие культ своих собратьев-мучеников инквизиции; просветители XVIII века, видевшие в инквизиции воплощение средневековых предрассудков, обскурантизма, диктата Католической церкви и т. п.; и наконец, сами испанцы в XIX веке, склонные объяснять военный и политический упадок своей страны грехами инквизиции (уничтожила буржуазию в лице конверсо и морисков, испортила отношения с протестантскими странами и т. д.).
Современные исследователи (например, Э. Питерс, Г. Кеймен) склонны опровергать распространённые мифы об инквизиции, о её насилии над испанским народом (сами испанцы никогда, вплоть до 1820 года, не восставали против инквизиции); о её всевластии (она имела постоянные финансовые проблемы, конфликты с другими властями); о том, что инквизиционная цензура душила испанскую культуру (книги попадали в индексы с большим опозданием, например, некоторые вещи Лопе де Вега был запрещены, но только спустя век после его смерти, цензурная правка была незначительной). Также неверно, что инквизиция занималась охотой на ведьм, в XVI—XVII веках именно образованные испанские инквизиторы зачастую не находили доказательств у народных рассказов о шабашах ведьм, могущественных чёрных магах, жертвоприношениях колдунами младенцев и т. п. Наиболее массовые преследования ведьм происходили в ту эпоху вовсе не в Испании или в государствах Италии, а в протестантских странах, где их тысячами сжигали на кострах или топили по приговорам обычных светских судов (Англии и Шотландии, германских государств, Швейцарии, Швеции и др.).
Испанская инквизиция проникла в Нидерланды и Португалию и послужила образцом для итальянских и французских инквизиторов. В Нидерландах она установлена была Карлом V в 1522 году. В Португалии инквизиция введена была в 1536 году и отсюда распространилась на португальские колонии в Ост-Индии, где центром её был Гоа. В XVI веке действия инквизиции распространились также и на новооткрытые американские земли; краснокожих мучили и сжигали целыми сотнями за отступление от христианства и совершение человеческих жертвоприношений.

## Конец инквизиции
Во времена правления Карла IV, несмотря на реакцию, которую спровоцировала французская революция, происходил упадок инквизиции. Распространились идеи Просвещения, о том, что большое влияние Католической церкви является препятствием общественному прогрессу. Государственные деятели Мануэль Годой и Антонио Алькала Гальяно были настроены откровенно враждебно к средневековому учреждению, чья роль была воплощением чёрной легенды об Испании на международном уровне и не соответствовала политическим интересам на данный момент. К тому же запрещённые ею книги всё равно имели свободное хождение в государственных книжных магазинах Севильи, Саламанки и Вальядолида.
Инквизиция была отменена в период власти над страной брата Наполеона Жозефа Бонапарта (1808—1812). В 1813 году либеральные депутаты Кадисских Кортесов требовали её упразднения. Но инквизиция была воссоздана после реставрации Бурбонов — воцарения Фердинанда VII 1 июля 1814 года.
Инквизиция была повторно отменена во время революции 1820 года, но после подавления революции в 1823 году она была вновь воссоздана под названием Трибуналов веры. Её последней жертвой считается Каэтано Риполь, казнённый в 1826 году.
Инквизиция была окончательно отменена 15 июля 1834 года указом, подписанным регентом Марией Кристиной Бурбон-Сицилийской, вдовой Фердинанда VII, в период несовершеннолетия Изабеллы II, и с согласия Франсиско Мартинеса де-ла-Росы.

## В популярной культуре
- Сюжет американо-испанского фильма «Призраки Гойи» разворачивается вокруг испанской инквизиции начала XIX века.
- Испанская инквизиция (Монти Пайтон).
- События фильма «Кредо убийцы» (2016), снятого по вселенной компьютерных игр Assassin’s creed приходятся на времена испанской инквизиции.
- События фильма «Экзорцист Ватикана» (2023), основанный на книгах экзорциста и преподобного Габриэля Аморта, затрагивает непосредственно роль испанской инквизиции. По сюжету фильма всё сделанное Инквизицией «было сделано во имя Господа, но руками дьявола».